# Polycarp Friedrich Schacher
Polycarp Friedrich Schacher (* 1715; † Mai 1762) war ein deutscher Mediziner und Professor an der Universität Leipzig.
Er war der Sohn des Leipziger Mediziners Polycarp Gottlieb Schacher und wurde 1738 promoviert. Am 11. Juni 1751 wurde er mit dem akademischen Beinamen Apulejus II. zum Mitglied (Matrikel-Nr. 570) der Leopoldina gewählt.
Er erbte von seiner Mutter das Haus zum Goldenen Engel in Leipzig.
Jacob Friedrich Schacher war sein Sohn.

## Schriften (Auswahl)
- (Als Respondent) Iustinianum manumissionum fautorem. Praeses: Quirinus Gottfried Schacher. Langenheim, Leipzig 1735. (Digitalisat)
- Dissertatio Historico Critica De Feminis Ex Arte Medica Claris. Von Weibern, die sich in der Artzneywissenschaft berühmt gemacht. Respondent: Johann Heinrich Schmid. Langenheim, Leipzig 1738. (Digitalisat)
- Dissertatio Medica De Aeris Efficacitate In Corpore Hvmano. Langenheim, Leipzig 1738. (Digitalisat)